# Alessandro Velotto
Alessandro Velotto, född 12 februari 1995, är en italiensk vattenpolospelare. Han har ingått i Italiens herrlandslag i vattenpolo vid olympiska sommarspelen 2016, 2020 och 2024.
Velotto tog OS-brons i herrarnas vattenpoloturnering i Rio de Janeiro 2016 och VM-guld vid världsmästerskapen i simsport 2019 i Gwangju med det italienska landslaget. Vid världsmästerskapen i simsport 2024 i Doha ingick han i det italienska laget som tog VM-silver i herrarnas turnering. I EM-sammanhang har Velotto tagit två bronsmedaljer, nämligen 2014 och 2024.